# Claudio Corti (alpiniste)
Pour les articles homonymes, voir Claudio Corti et Corti.
Claudio Corti, né le 18 juin 1928 à Olginate et mort le 3 février 2010 dans la même ville, est un alpiniste italien. Il est surtout connu pour ses aventures tragiques.

## L'accident au piz Badile
En 1953, alors que Claudio Corti tente une voie nouvelle au piz Badile en compagnie de Felice Battaglia, celui-ci meurt foudroyé non loin du sommet.

## La tragédie dans la face nord de l'Eiger
Le 3 août 1957, Claudio Corti s'attaque à la face nord de l'Eiger en compagnie de Stefano Longhi et est rattrapé le lendemain par les grimpeurs allemands Günther Nothdurft et Franz Mayer. Les quatre hommes progressent dès lors ensemble mais cinq jours plus tard, Stefano Longhi se blesse après une chute de 25 mètres. Corti ayant été blessé à son tour par une chute de pierres, les Allemands continuent seuls vers le sommet dans l'intention de déclencher les secours. La tentative étant observée à la lunette depuis la petite Scheidegg, il devient évident que les grimpeurs sont en difficulté et un sauvetage commence à s'organiser pour lequel on sollicite entre autres Lionel Terray et Riccardo Cassin. Le 11 août, Alfred Hellepart rejoint Corti depuis le sommet mais Longhi est déjà mort et on ne trouve nulle trace de Günther Nothdurft et de Franz Mayer qui auraient disparu sur le versant sud.

## «L'affaire Corti»
Claudio Corti est accusé par certains, entre autres par l'alpiniste autrichien Heinrich Harrer, d'avoir volontairement provoqué la mort des alpinistes allemands. En 1961, la découverte de leurs corps, emportés par une avalanche, disculpe Corti.

## Ascensions
- 1953 - Face est du piz Badile avec Felice Battaglia[3].
- 1972 - Première ascension directe de la face sud-est du piz Badile avec Claudio Giraldi.

## Expéditions
- 1974 - Participation à une expédition au Cerro Torre. Casimiro Ferrari, Daniele Chiapa, Mario Conti et Pino Negri réussissent la première ascension incontestée de ce sommet le 13 janvier.